# Гіркокаштан японський
Гіркокашта́н япо́нський (Aesculus turbinata) — отруйна багаторічна рослина родини сапіндових. Ендемік Японських островів. Декоративна, технічна та харчова культура.

## Опис
Могутнє дерево заввишки 20-30 м. Кора сіра. Молоді гілки запушені. Листки пальчасті, складені з 5-7 листочків. Кожен листочок ланцетної форми, завдовжки 15-35 см, завширшки 5-15 см. Черешки завдовжки 7,5-25 см, голі або запушені. Колір листя яскраво-зелений, нижня поверхня світліша, з добре помітними жилками (18-26 пар).
Суцвіття — конічна або циліндрична волоть 15-25 (зрідка до 40) см завдовжки. Квітки двостатеві, білі або жовтуваті, з жовтою плямою при основі пелюсток, яка згодом стає червоною. Бічні відгалуження квітконоса до 5 см завдовжки, квітконіжки  — до 3-4 мм. Чашечка дзвоникувата, 3-5 мм завдовжки. Оцвітина густо запушена. Пелюсток 4 (рідше — 5), їх довжина становить 7-12 мм. Тичинок 6-7, вони запушені, завдовжки 10-18 мм; пиляки запушені. Маточка волосиста. Плід — оберненояйцеподібна або яйцеподібна коробочка завширшки до 5 см. Оболонка плоду завтовшки 3-6 мм, блідо-коричнева, вкрита дрібними горбками. Всередині плоду містяться декілька коричневих насінин з великими білуватими плямами; їх діаметр становить 2,5-3 см.
Насіння отруйне через великий вміст сапонінів.
Число хромосом 2n = 40.

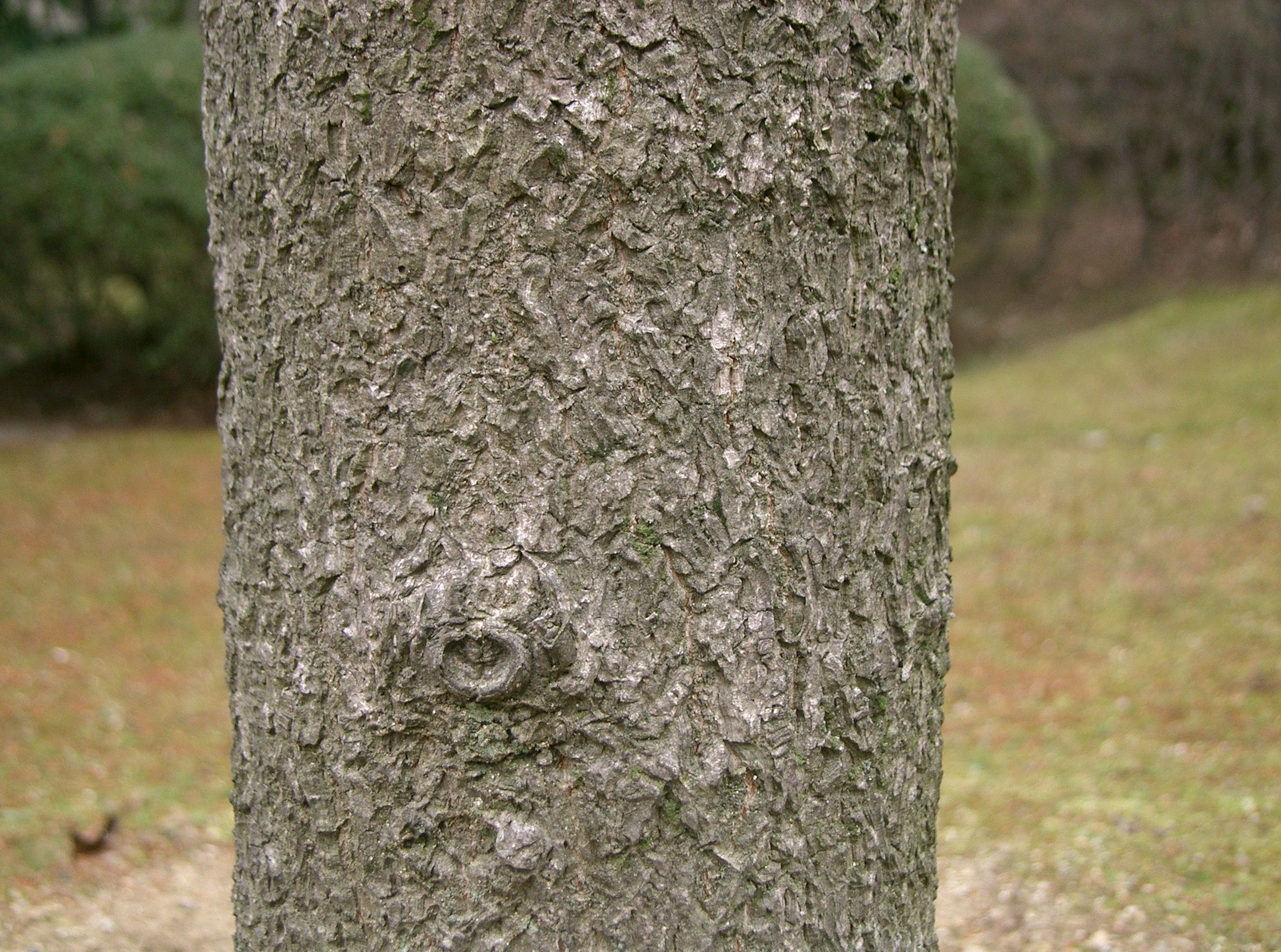
Кора
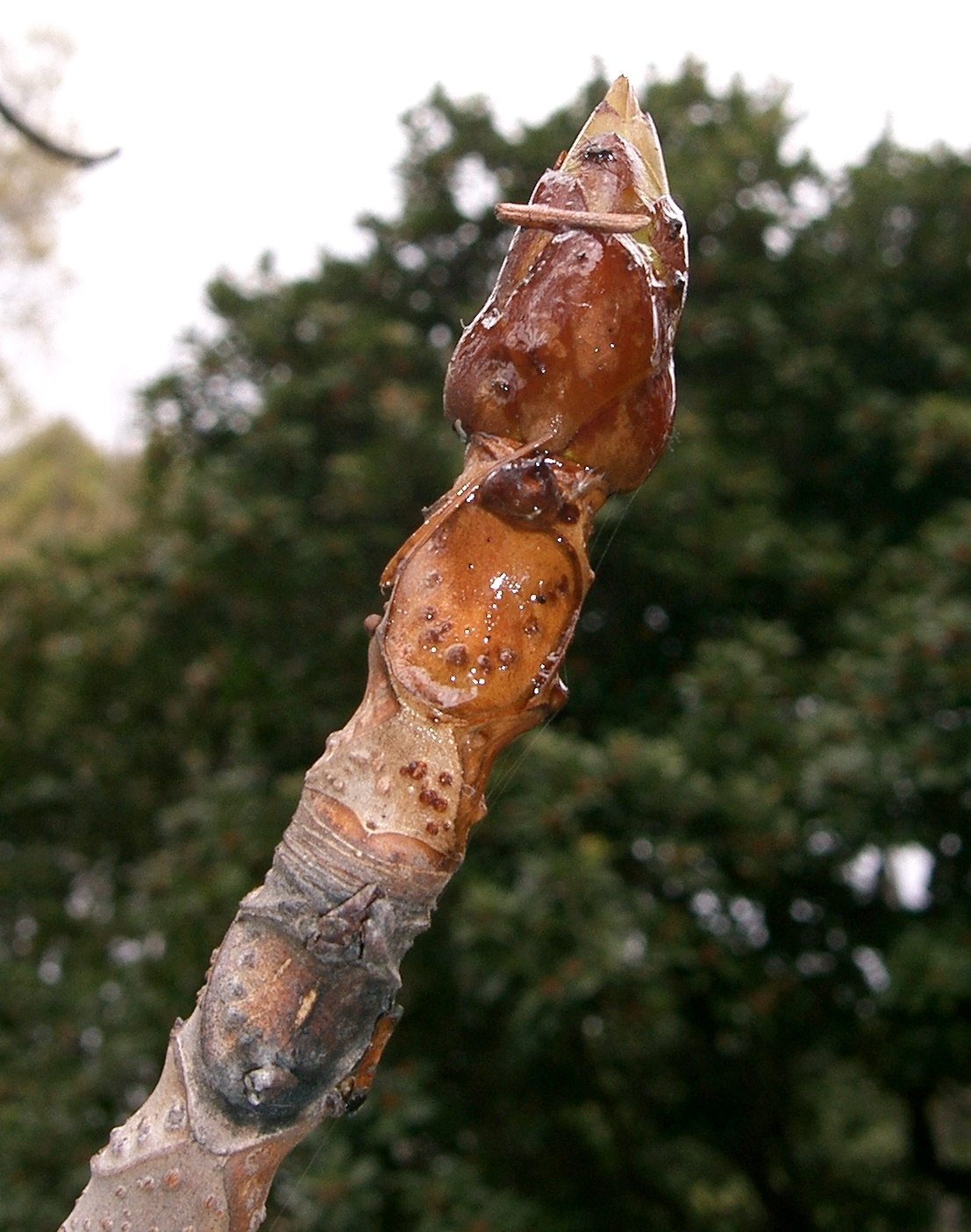
Верхівкова брунька
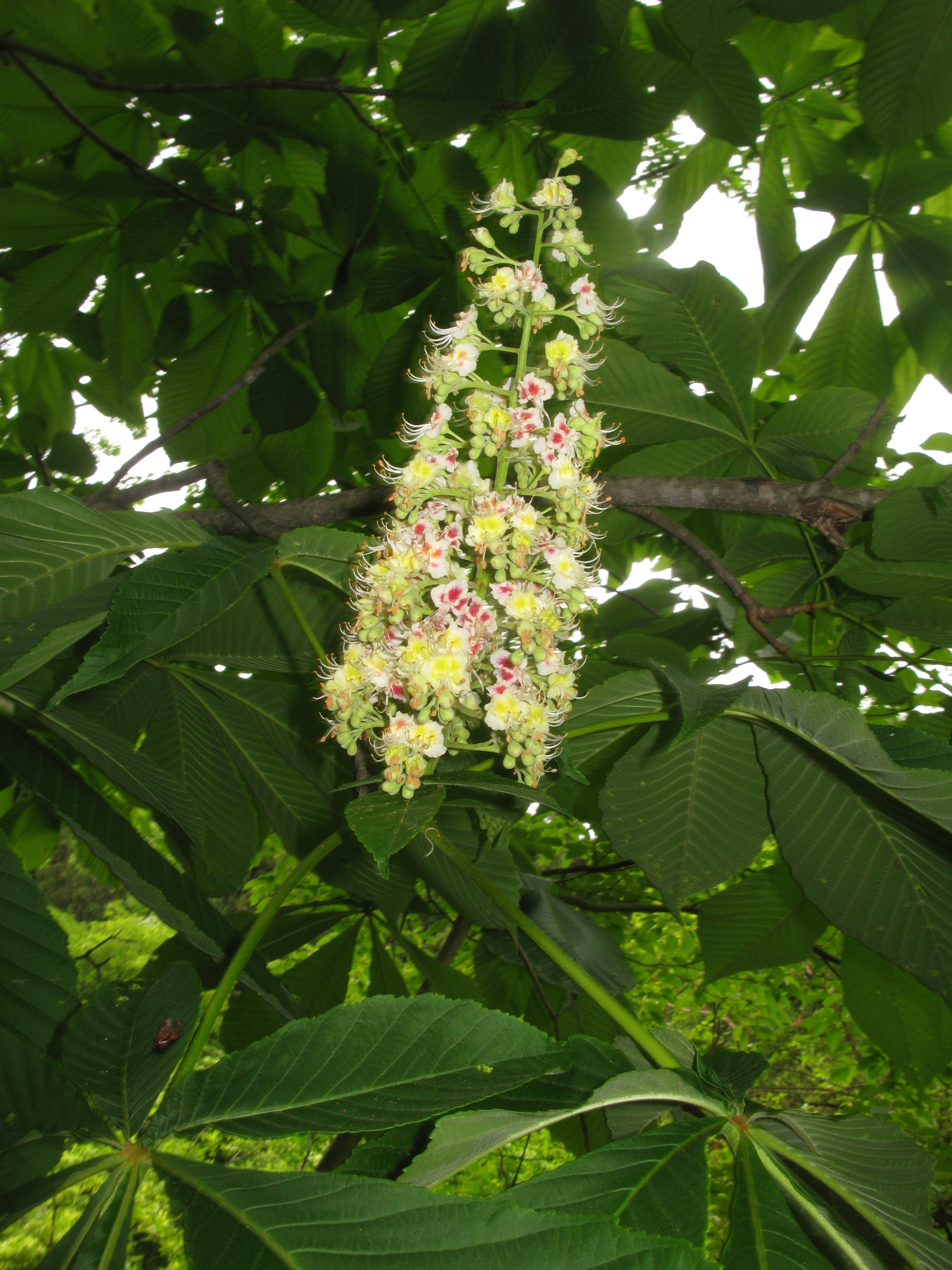
Суцвіття
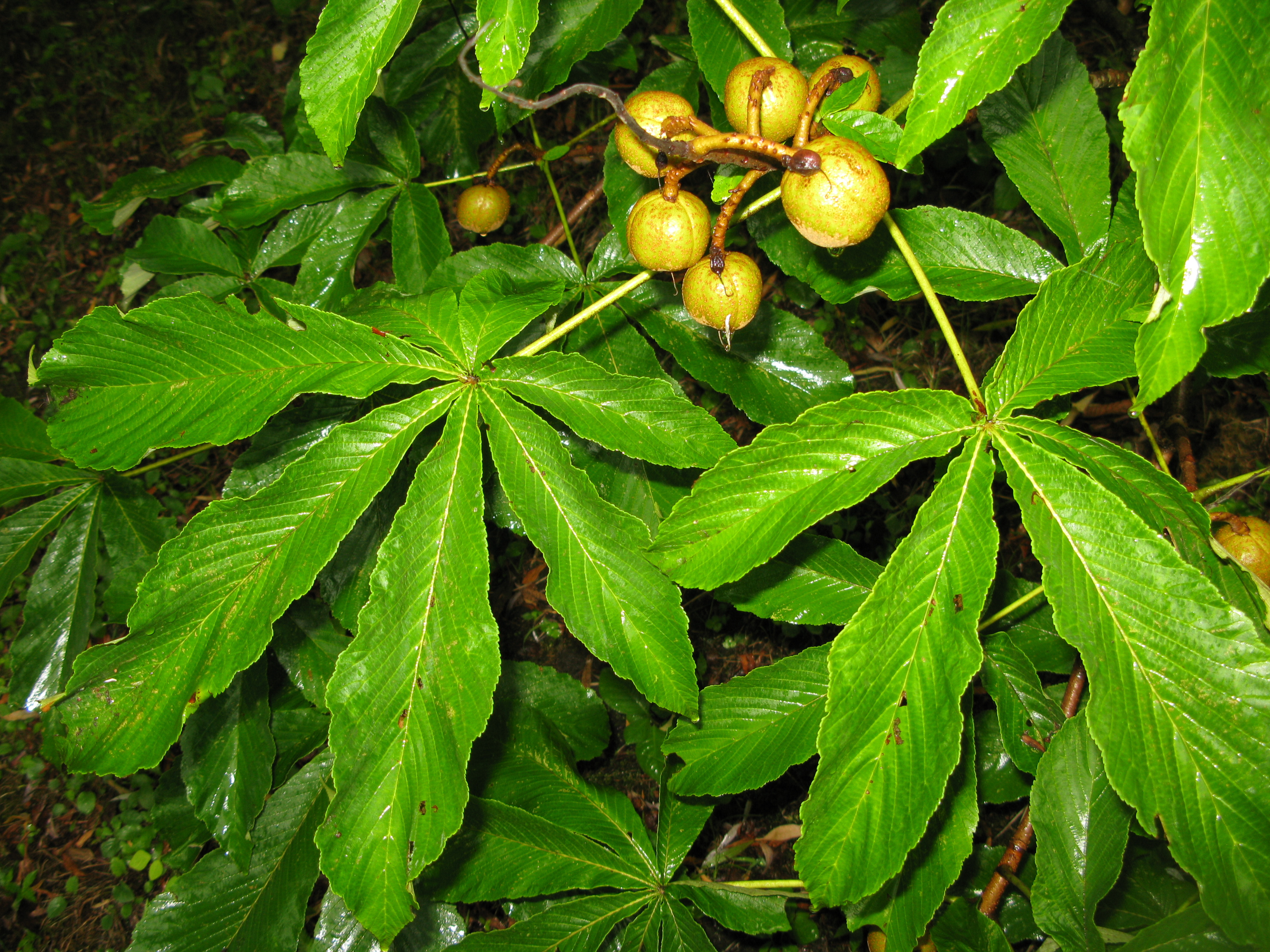
Листя і плоди

## Екологія та поширення
Надає перевагу вологим, але добре дренованим ґрунтам, світлим місцям або напівзатінку. Невибагливий до фізичних показників ґрунту: може рости на піщаних, глинистих, суглинистих; з кислою, лужною і нейтральною реакцією. Вид доволі морозостійкий, хоча може ушкоджуватися весняними приморозками.
Квітне у травні-липні. Плодоносить у вересні. Висохле насіння швидко втрачає схожість, а вологе (свіже), навпаки,  — швидко проростає. Схожість підвищується, якщо сіяти насінини білуватою плямою донизу.
Ареал виду доволі вузький і не виходить за межі Японії. Ця рослина поширена на островах Сікоку, Хоккайдо, в північній і центральній частинах острова Хонсю. Зростає у вологих листяних лісах, особливо вздовж річок і в улоговинах. У горах підіймається на висоту 2000 м над рівнем моря.

## Застосування
Гіркокаштан японський відомий в культурі з XIX століття. Його часто вирощують в Європі, Китаї, США як декоративну рослину, інколи плутаючи цей вид з гіркокаштаном китайським. Вид є перспективним для розповсюдження в країнах з помірним і вологим кліматом. Якщо насіння висівають восени, то проростки потрібно захищати від морозів у холодному парнику. Весняні посіви захисту не потребують. Гіркокаштан японський добре переносить пересадку (навіть великі саджанці).
У господарстві використовують деревину японського гіркокаштана, яка має світлий колір і не надто виразний малюнок. Вона йде на виготовлення меблів, побутового начиння.
Є свідчення, що в їжу можна вживати листя, хоча це твердження викликає сумнів через ризик отруєння сапонінами. Також використовують насіння, яке висушують і перемелюють на борошно. Щоб звільнити насіння від отрути, його попередньо вимочують у воді від 2 до 5 діб. Завдяки великому вмісту сапонінів насінням цього виду можна замінити мило. З цією метою його подрібнюють і замочують у гарячій воді, отриманий мильний розчин придатний для прання одягу, миття рук, але не посуду.

## Синоніми
- Aesculus dissimilis Blume
- Aesculus turbinata f. pubescens (Rehder) Ohwi ex Yas Endo
- Aesculus turbinata var. pubescens Rehder
- Pawia dissimilis Kuntze
- Pawia turbinata Kuntze